# Григор'єв Олег Прокопович
Олег Прокопович Григор'єв (18 серпня 1919, м. Миколаїв, Україна — 18 травня 1998, м. Миколаїв, Україна) — боксер та тренер з боксу, післявоєнний організатор миколаївської школи боксу. 
Учасник Другої світової війни, учасник оборони Севастополя в 1941—1942 рр. В'язень нацистських таборів (Умань (Україна), Золочів (Україна) та Майданек (Польща)) в 1942—1943, 1944 роках. Учасник польського руху Опору в 1944 р. З 1946 року голова Миколаївської федерації боксу й тренер-викладач у Миколаївському кораблебудівному та педагогічному інститутах, в Морехідній школі, ДЮСШ № 3 та ДЮСШ № 5, добровільному спортивному товаристві (ДСТ) «Будівельник». Голова колегії суддів. Голова тренерської ради. Голова обласної Ради спортивного добровільного студентського товариства (СДСТ) «Буревісник». Член пленуму Республіканської секції з боксу. Заступник голови Ради ветеранів Великої Вітчизняної війни та спорту при міському комітеті фізичної культури. Учасник «Української організації борців антифашистського Опору (колишніх політичних в'язнів фашистських концентраційних таборів)». Член Миколаївської крайової організації Народного Руху України (19.12.1996 р.). Ініціатор всесоюзного турніру боксерів-школярів пам'яті моряка-розвідника Михайла Сурніна (1969—1992 рр.), всесоюзного турніру пам'яті 68 героїв-десантників під командування К. Ф. Ольшанського. Організатор миколаївської скаутської організації «Воля». Відмінник фізичної культури та спорту. Заслужений тренер Української РСР (1967). Спортивний суддя республіканської категорії з боксу .  Підготував учасника Олімпіади в Мехіко (1968) В. Запорожця.

## Батьки
Батько, Прокоп Павлович Григор'єв, працював техніком-креслярем на миколаївському суднобудівному заводі «Наваль» (нині Чорномо́рський суднобудівни́й заво́д). У 1919 році, під час відступу білогвардійців з Миколаєва під тиском Червоної армії, він був насильно вивезений до Криму як цінний фахівець-суднобудівник. Після поразки армії Врангеля емігрував до Франції. Деякий час підтримував зв'язок з дружиною листами та надсилав кошти, однак згодом зв'язок урвався.
Мати, Акуліна Микитівна Григор'єва, працювала хірургічною медсестрою, а пізніше — лаборанткою рентген-кабінету. Вона більше не одружувалася і виховувала сина самотужки. Користувалася великою повагою серед хворих та поранених, які називали її мама Кіті. Була доброю жінкою і ніколи не карала побиттям свого сина, який змалечку відзначався непосидючістю та  неслухняністю. Всю Другу світову війну прослужила медсестрою в госпіталях.

## Дитинство. 1919—1932 рр
Мешкав з матір'ю в будинку, який було зруйновано під час радянсько-німецької війни, на вулиці Інженерна. Під впливом сусіда професійного боксера Пауля Тетеліса почав систематично займатися боксом. Інший кумир Олега — боксер Олег Загоруйченко. Його найкращий друг — Михайло Сурнін, теж фанат боксу. Відвідував художню школу Михайла Михайловича Божія. Вивчав французьку мову, беручи приватні уроки у матері й доньки зі знаменитого польського роду Потоцьких. Навчався в одній зі шкіл в центрі міста, був нестаранним учнем, часто пропускав уроки. Але любив читати, брав книги з домашньої бібліотеки актора  Артура  Трампоновського, поляка, який опікав Олега Григор'єва. Разом з ним читав книжки, ходив в костел і навчав польської мови. Врятував від загибелі директора школи, в якій навчався. Олег Григор'єв вступив у поєдинок з двома злочинцями й був поранений ножем у руку і в живіт.
Детальнішу інформацію читай нижче:
Під час громадянської війни мати з сином жила в напівпідвалі, голодувала. Померла їхня бабуся. Потім Григор'єви мешкали в будинку на вулиці Інженерній. Дитячі роки Олег провів на вулиці, де досить часто доводилося відстоювати свою правоту або захищати свою честь в кулачних поєдинках. Це спонукало хлопця серйозно зайнятися боксом і доля йому спряла, бо по сусідству з ним, в приватному будинку на початку вулиці Інженерної, жив грек Пауль Тетеліс, професійний боксер у минулому, який працював вантажником в порту. Його не брали на тренерську роботу, оскільки недавно повернувся з Франції й був неблагонадійним для радянської системи. В кінці 1930-х його було репресовано. Наслідуючи свого наставника, Олег вранці робив спеціальні вправи, обливався холодною водою, а вечорами під наглядом свого сусіда годинами відпрацьовував удари по мішку з вівсом. Щонеділі він разом з товаришами здійснював тривалі забіги в різні райони міста (Соляні, Аляуди, Богоявленське, Варварівка) та за його межі (Мішково-Погорілове, по дорозі на Одесу в напрямку до Ламбертового (нині Половинки)), а потім купався в річці за будь-якої погоди.
Його найкращий друг — це  Михайло Сурнін, у майбутньому герой оборони Одеси та Севастополя. Ще він товаришував з поляком Корнутом Юшкевичем, сином художника Юрія Юшкевича. У Корнута були дві гарненькі сестри, які подобалися Олегу. Їхній батько теж зникне в роки великого терору. Інший кумир Олега  – це Олег Загоруйченко, який потім переїде в Ленінград і вже там стане чемпіоном Радянського Союзу з боксу. Олег та Михайло стриглися і одягалися як Олег Загоруйченко, і навіть копіювали його ходу.
В результаті систематичних занять боксом, Олег фізично зміцнів, з'явилася впевненість у силах, у минуле пішли ангіни, якими хлопець хворів змалечку. І найголовніше, він став тим, з ким на вулиці мусили рахуватися і кого поважали. Захоплення Олега боксом підтримував боксер Володимир Іванович Восковський, який згодом стане відомим футбольним тренером. Крім того, хлопець захопився парусним спортом і два роки здійснював тренувальні походи на яхті «Прибій». До цього за наполяганням матері якийсь час відвідував школу художника Михайла Михайловича Божія  і навчився непогано малювати. Ще Олег брав уроки французької мови у матері та доньки з роду Потоцьких, який до Жовтневої революції 1917 року володів величезними територіями на Правобережжі. Вони жили в будиночку на одній зі Слобідських вулиць, недалеко від помешкання Олега. Їхній син і брат Потоцький служив у Червоній Армії, командував ескадроном і загинув під час штурму Перекопа у 1920 році. А колишні княгині жили з репетиторства та з продажу копій картин Шишкіна, які робили власноруч. У них вдома Олег розмовляв не лише французькою, а ще й польською.
Роки навчання в школі Олегу запам'яталися постійним бажанням їсти. Булочки та склянки молока, яку він отримував безплатно як напівсирота в шкільній їдальні, було явно недостатньо для юного спортсмена. Навчався Олег в школі, яка знаходилася в центрі міста, а жив на початку вулиці Інженерної, тому майже завжди під будь-яким приводом йшов з останнього уроку. Навчався абияк, але любив читати. Захоплювався творами Джека Лондона, Фенімора Купера, Ернеста Хемінгвея та Генрика Сенкевича. Книги, як правило,  брав з домашньої бібліотеки поляка Артура Трампоновського, який ставився до Олега як до члена родини, часто розмовляв з ним своєю рідною мовою. Вони разом читали Біблію, ходили до костелу, він навчив Олега слухати й розуміти органну музику. Артур був актором, завів роман з актрисою і був жорстоко покараний за це дружиною, яка залила його обличчя сірчаною кислотою, коли він спав. Обличчя після пластичних операцій перетворилося на страшну маску. Був репресований у кінці 1930-х років.
Якось, збираючись додому, у шкільній роздягальні він випадково підслухав розмову ровесників, які планували вдарити ножем у живіт його  улюблену вчительку географії й директора школи, Кустенко Євдокією Спиридонівною, яка була вже на великому терміні вагітності. Не роздумуючи, він вступив у кулачний бій із цими злочинцями, відправив одного з них у нокдаун правим хуком, а ось другий встиг встромити в живіт Олегу великого розміру фінку, з якою мисливці полюють на ведмедя. Потекла, кров і Олег знепритомнів не стільки від втрати крові, стільки від постійного недоїдання, а нападники тим часом втекли. Хлопця врятувала пачка зошитів, які він носив за поясом, щоб не заважали їхати в переповнених трамваях. Фінка застрягла в зошитах та так міцно, що зловмисник не зумів її витягнути. Пізніше з'ясувалося, що двоє злочинців хотіли помститися за свого товариша, якого директор школи за хуліганство та крадіжки запроторила в колонію для неповнолітніх. Щодо поранення, то воно, на щастя, виявилося легким. Лезо ножа лише розрізало шкіру на животі та на руці. Шрам на руці залишився на все життя. Вдячна вчителька Євдокія Спиридонівна свого новонародженого сина назвала на честь Олега.

## Юність. 1932—1941 рр
Під час Голодомору сім'я Григор'євих бідувала. Від голоду помер один з його двоюрідних братів та вчителька французької мови Потоцька. Інший двоюрідний брат Олега загинув під час громадянської війни в Іспанії. Щоб прогодуватися, Олег разом з друзями обкрадає садиби на Слобідських вулицях. Хлопці крадуть овочі, фрукти, курей. Щоб не померти з голоду 14-тирічний Олег змушений був на сьомому році навчання кинути школу і йти працювати матросом на вантажну шхуну «Моряна». На другому місяці роботи мало не загинув під час шторму біля мису Аджияск. Вирішує стати моряком і закінчує курси штурманів-малотонажників у Херсоні, отримує диплом на право управління невеликими судами. Продовжує займатися боксом і в 1935 році бере участь у міжнародних спортивних змаганнях між командою міста Миколаєва та командою англійського торгівельного судна, в якому програв свій бій, але командний поєдинок завершився в нічию. В 1938 році закінчує рабфак при педагогічному інституті й стає студентом фізико-математичного факультету. За комсомольською путівкою закінчив школу парашутистів, продовжив навчання і здобув звання інструктора парашутного спорту. У 1940 році Олег Григор'єв перевівся на вечірнє відділення Миколаївського кораблебудівного інституту.  Одночасно починає працювати техніком із пристосувань у чавунно-бронзоливарному цеху суднобудівного заводу.
Детальнішу інформацію читай нижче:
Роки Голодомору Олегу запам'яталися почуттям хронічного голоду і сумом за померлими. Сім'я жила надголодь.  Помер від голоду один з його двоюрідних братів. Пізніше прийшла звістка, що інший двоюрідний брат, моряк,  загинув під час громадянської війни в Іспанії у 1936—1939 рр. як радянський «доброволець» на боці республіканців. Його вчителька французької мови Потоцька та її матір теж померли від голоду в 1933 році. Вечорами та ночами Олег з ровесниками часто займався крадіжками, або, як вони самі говорили, «ходили курятить». Всі городи, сади та курники на останніх Слобідських вулицях та садиби вздовж берега річки Інгул була зоною їхнього промислу. Проте намагалися дотримуватися певної межі, не забирали у людей останнього, а згодом взагалі припинили обкрадати людей. Щоб прогодувати себе і матір, 14-тирічний Олег, не закінчивши сьомий клас, кинув школу і пішов працювати матросом на парусно-моторній шхуні «Моряна», яка перевозила вантажі маршрутом Миколаїв–Херсон–Одеса. На другому місяці своєї роботи їхня шхуна потрапила в сильний шторм і мало не розбилася поблизу мису Аджияск. Після цього випробовування Олег вирішує вчитися морській справі і закінчує курси штурманів-малотонажників в Херсоні, отримує диплом на право управління невеликими судами.
Продовжує займатися боксом, а в 1935 році (сам О.Григор'єв у своїх статтях пише про 1933 р.) взяв участь у перших міжнародних змаганнях з боксу з командою англійського торгівельного судна-зерновоза, яке відбулося в Будинку культури моряків. Олег виступав у напівлегкій вазі, поєдинок програв, але в командному рахунку змагання завершилися внічию. Сам Олег для себе вважав цей бій перемогою, оскільки поступався своєму супернику, кочегару судна, вагою, мав менше  досвіду і був значно слабшим фізично. Його головною метою було вистояти до кінця поєдинку, уникнути нокдауну. І він цього досяг.
Під час занять боксом Олег Григор'єв вивчав техніки відомих у ті часи миколаївських боксерів, таких як Григорій Кушнір, Борис Фельдман, Георгій Астремський і Костянтин Рой. Деякі прийоми він адаптував для власної техніки, інші видозмінював або замінював на більш ефективні. Перед радянсько-німецькою війною Григор'єв став призером першості Укрради «Спартак» з боксу у напівлегкій вазі.
В 1938 році закінчує рабфак (робітничий факультет) Миколаївського державного педагогічного інституту і з великими труднощами складає іспити на фізико-математичний факультет. Під час загального захоплення молоді авіацією подає заявку на льотчика, але через перелом носа внаслідок занять боксом не пройшов медичної комісії. Тоді Олег через міський комітет комсомолу отримав путівку в школу парашутистів, яку успішно завершив, а пізніше навіть здобув звання інструктора парашутного спорту. До початку німецько-радянської війни Олег також опанував орієнтування на місцевості та вивчив піхотну зброю, яка була на озброєнні армії. У 1940 році Олег Григор'єв перевівся на вечірнє відділення Миколаївського кораблебудівного інституту та почав працювати техніком із пристосувань у чавунно-бронзоливарному цеху суднобудівного заводу. Це дозволило йому отримати відстрочку від призову до армії та продовжити навчання в інституті.

## Німецько-радянська війна. 1941—1945 рр

### Евакуація з Миколаєва. Серпень 1941 року
Напередодні оточення Миколаєва німецько-угорськими військами госпіталь, де працювала мати Олега, евакуйовано на схід. Дізнавшись, що місто оточено, Олег разом з товаришем рушає на Херсон, долає Дніпро вплав, оскільки біля переправи була величезна черга з військових та біженців. Через Асканію Нову потрапляє в Генічеськ, де польовий військкомат направляє його у Севастополь. У Джанкої наздоганяє загін миколаївських морських піхотинців, сформований на базі Школи зв’язку, і приєднується до них.
Детальнішу інформацію читай нижче:
22 червня 1941 року почалася німецько-радянська війна. Червона Армія під ударами Вермахту зазнавала поразку за поразкою і з великими втратами відступала. По старому Варварівському мосту йшли колони виснажених боями солдатів. Олег на власні очі бачив як з цих колон забирали солдатів, які згубили свою зброю, відводили в сторону і розстрілювали (Козлов Станислав. К столетию со дня рождения николаевского боксера Олега Григорьева //Вечерний Николаев. — 2019. — 22 сентября). 11-го серпня 1941 року госпіталь, в якому працювала мати Олега, Акуліна Микитівна, було відправлено ешелонами на схід. Її санаторій ще в кінці травня перетворили на госпіталь, а весь медперсонал одягнули у військову форму.Козлов Станислав. К столетию со дня рождения николаевского боксера Олега Григорьева //Вечерний Николаев. — 2019. — 22 сентября.13-го серпня 1941 року в результаті швидкого просування 11-ї німецької армії та 8-го угорського корпусу нечисельні дивізії 9-ї та 18-ї армії радянської армії потрапили в оточення на східних околицях Миколаєва, але зуміли прорвати його і розпочали відступ на Херсон. В цей час, не дочекавшись виклику з військкомату, Олег вирушив туди сам, але там вже нікого не було, військкомат було евакуйовано. Тоді Олег разом з Володимиром Будзинським вирушив пішки берегом лиману на Херсон. Переправа через річку Дніпро була забита військовими та цивільними, її періодично бомбила німецька авіація, тому хлопці здолали водну перешкоду вплав. 18 серпня Олег з товаришем потрапили в Асканію Нова, звідти — в Генічеськ, де похідний військкомат формував маршеві підрозділи. В Джанкої хлопці приєдналися до миколаївських курсантів школи зв'язку чисельністю до 600 чоловік, які 13-го серпня залишили місто на плавдоці, який тягнув буксир. З цих курсантів було сформовано маршевий загін моряків, який ешелоном відправили у Севастополь. Деякі журналісти писали, що загін миколаївських морських піхотинців, у складі якого був Олег Григор'єв, вирвався з оточення з-під Миколаєва в результаті навальної атаки й пробивалися в Крим із запеклими боями, долаючи шалений опір нацистів, але це не відповідає дійсності.

### Участь в обороні Севастополя. Кінець серпня 1941р.— липень 1942р.
У Севастополі Олега Григор’єва зарахували у загін зв’язку та розвідки 8-ї окремої бригади морської піхоти. У листопаді 1941 року він відзначився в бою біля Байдарських воріт, під час якого Олег з напарником знищив двох кулеметників та офіцера. Повернувся назад з трофейним кулеметом, який викрав у єгерів, що зупинилися на нічліг. З цим кулеметом Олег воював до кінця оборони Севастополя. Отримав суворе попередження від політпрацівника за «вихваляння німецької техніки». Обіймав посаду помічника командира взводу.
З весни 1942 року,  вже в званні старшини ІІ статті, воює кулеметником у складі захисників 10-го доту під Балаклавою. Під час останнього штурму доту він був єдиним, хто вижив. Двічі контужений та поранений у ногу, Олег потрапив до шпиталю, де його й захопили у полон нацисти.
Детальнішу інформацію читай нижче:
У Севастополі новобранців з Миколаєва зарахували до навчального загону, а згодом розподілили по різних школах для опанування флотських спеціальностей. Ще з Миколаєва вони мали на озброєнні гвинтівки Ремінгтона зразка 1912 року і навчальні трьохлінійні гвинтівки з висвердленими боковими отворами в стволах, які були заклепані. Стройова підготовка, з якої почалося навчання для новобранців, для Олега швидко закінчилася. Його викликали до штабу, який знаходився в штольнях над Південною Бухтою, і зарахували в групу зв'язку та розвідки, точніше — в групу для особливих оперативних дій 8-ї окремої бригади морської піхоти. До кінця жовтня тривали інтенсивні навчання по 10-12 годин на добу. Бійці вивчали радіозв’язок, трофейну зброю, боротьбу з танками та вибухову справу, займалися вогневою підготовкою..
9 жовтня 11-та армія Еріха фон Манштейна прорвалася в Крим, після чого у місті був введений облоговий стан. Приморська армія, яка втратила половину особового складу, важке озброєння і транспорт з боями горами відступала до Севастополя, на підступах до якого вже перебували нацисти. Радянське командування всі наявні сили мобілізувало на захист міста, а Олега на початку листопада було включено в підрозділ, мета якого була вибухами в районі Байдарських воріт спричинити обвали та перекрити шосе, яким просувалися нацисти. Операція пройшла успішно. Під час бою Олег з напарником знищив двох кулеметників та офіцера. Коли напарник загинув і закінчилися патрони з гранатами, Олег почав відступати, але під час спуску у його новенького ППШ-41, який він був змушений використовував як альпеншток, відломився приклад. Крім того, Олег розтягнув сухожилля на нозі. Близько полудня біля гірського струмка його наздогнали німецькі єгері, які, очевидно, отримали наказ перекрити гірські стежки. Олег  встиг сховатися в густих чагарниках, де пролежав до ранку наступного дня в кількох десятках метрів від будиночку-сторожки, в якому нацисти облаштувалися на ночівлю. Зі зброї в нього був лише ніж та граната-лимонка. На світанку, коли вартові затихли й, очевидно, задрімали, Олег підкрався до порогу будиночка, схопив кулемет МГ-34 з кулеметною стрічкою і, тримаючи його наготові, швидко відступив. За годину Олег почув за собою стрілянину, але переслідувачі не зуміли натрапити на його слід. Дошкуляв голод, який Олег частково вгамовував плодами дерену. Ще через добу Олег був серед своїх, чим дуже здивував своїх командирів.  Добу відсипався не чуючи стрілянини та вибухів. Потім нове завдання: знищити секретну документацію та бібліотеку. 12 листопада Олег бачив, як німецька авіація знищує крейсер «Червона Україна»,  який затонув у Південній бухті наступного дня. Досить швидко безперестанні бої стали повсякденністю. Олегу особливо за пам’ятався бій напередодні Різдва під Балаклавою, коли він у складі розвідгрупи, вже бувши помкомвзводу (помічник командира взводу), захопив німецький штабний бліндаж, в якому стояла святково прикрашена ялинка, а навколо валялися пошматовані вибухами гранат тіла нацистів, зі стін стікали краплі крові.
Ось так воював Олег аж до кінця весни 1942 року. Потім його вже у звані старшини ІІ статі направили в 10-й дот під Балаклавою в Золотій Балці, правіше Ялтинського шосе. Умови були надзвичайно важкими, але найтяжче було зв'язківцям. Їм доводилося ремонтувати дротовий зв'язок після кожного обстрілу та під час атак. Через це солдати цього підрозділу гинули найчастіше.
Разом із напарником, Миколою Зобовим, Олег зі свого трофейного кулемета МГ-34 вів вогонь по німецьким солдатам, які просочувалися на фланги та в тил  дотів, амбразури яких мали обмежену зону обстрілу. Він облаштував 3-4 позиції і як тільки відчував, що німці засікли його кулемет і починають вести прицільний вогонь з міномета, відразу переходив на іншу позицію.
Олег зі смутком і повагою ставився до того, як німці воювали і як берегли своїх солдатів. Ніколи не кидалися на лінії оборони натовпом, як це робили радянські солдати. Атакували невеликими групами. Поки 3-4 солдати бігли вперед, сусіди прикривали їх вогнем. Група, що наступала, падала на землю, вела вогонь по противнику, ті, що були позаду, підтягувалися і бігли далі. Коли натикалися на кулемет, залягали й викликали по рації мінометний вогонь або штурмову авіацію. Якщо ж атакували разом з танками, то йшли під захистом їхньої броні й чекали, поки вони своїми гарматами розстріляють вогневі точки противника. Олег ні разу не бачив, щоб німецькі солдати бігли ротами й батальйонами на кулемети й серед німців, мабуть, не було жодного Олександра Матросова, який закрив власним тілом амбразуру дзота. Автоматників серед них було мало, більшість були озброєні карабінами Karabiner 98k, розробленими на основі конструкції Mauser 98, адже він дозволяв прицільно стріляти на значно більшу відстань, ніж це було можливо з автомата МР-38 або МР-40 (Козлов Станислав. К столетию со дня рождения николаевского боксера Олега Григорьева //Вечерний Николаев. — 2019. — 22 сентября).
 Якось необережно в гурті солдатів схвально відгукнувся про свій трофейний кулемет МГ-34. Хтось доніс політпрацівнику і як наслідок мав розмову з офіцером НКВД, який звинувачував Олега в панічних настроях та у вихвалянні ворога, погрожував виключенням з комсомолу (Козлов Станислав. К столетию со дня рождения николаевского боксера Олега Григорьева //Вечерний Николаев. — 2019. — 22 сентября. Від серйозних наслідків Олега врятував 3-й останній штурм, який нацисти  розпочали 7 червня 1942 року. Під час мінометного обстрілу Олега було поранено невеликим уламком снаряда в ногу, напарник Зобов, який до війни працював зварником на заводі 61-го комунара, загинув. Загинув у бою і командир 10-го доту старшина Мірошниченко.
Порана нога Олега почала пухнути, і через відсутність медикаментів він застосував народний метод лікування — компрес із власної сечі. 
Кілька днів Олег командував дотом, поки не прибуло поповнення: новий командир (розжалуваний політпрацівник) і двоє коків з кораблів, які зовсім не вміли воювати на суші.. 
Лише в травні 1942 року радянське командування, проаналізувавши  причини великих втрат серед моряків, наказало переодягнути їх у  сухопутну форму і в обмотки для ніг. Морякам дозволяли носити лише морські тільники, пояси та безкозирки. «Ноги в піхоті, а голова у флоті», — жартували моряки з приводу такого наказу.
Під час останнього бою доту № 10, коли на світанку в атаку пішла німецька піхота і танки, загинули всі, крім контуженого вибухом снаряда Олега, якому вдалося відступити на другу лінію оборони через Максимову дачу до Англійського кладовища. В розпал бою не виявилося гранат, відбивалися пляшками з коктейлем Молотова. В другій лінії оборони було отримано наказ пробиватися до бухт. Утримуючи висоту біля Панорами, підрозділ, у складі якого воював Олег, був атакований німецькими бомбардувальниками Ю-88. Олег знову отримав контузію, частково втратив слух і здатність хоч якось пересуватися. Два легкопоранених бійця доправили Олега в «евакопункт» — підвал напівзруйнованого приватного будинку, який на ранок був оточений німецькими солдатами. Їх виказала німцям якась жінка. Почувши німецьку мову один з поранених офіцерів застрілився. Німці злякалися пострілу й кинули в погріб кілька гранат, які вбили і поранили кількох вже поранених військових, а Олега оглушили й додала ще дві рани на тілі. Опам'ятавшись, Олег заходився зупиняти кров, хтось йому допоміг. Пролунали команди по-німецьки: «Виходь! Виходь без зброї!».

### Полон. Дорога від Севастополя до Сімферополя. Липень 1942 р.
Усіх полонених нацисти гнали в колонах по тисячу чоловік на Сімферополь через Бахчисарай. Тих, хто не міг іти, добивали пострілом в потилицю. Дорогою годували лише двічі. Під час зупинок нацисти виявляли політпрацівників, моряків та євреїв і розстрілювали їх біля найближчої вирви від авіабомби. Пораненому Олегу допомагали йти земляки-миколаївці. В Бахчисараї полонених вантажили в товарні вагони і розвозили залізницею по різних таборах.
Детальнішу інформацію читай нижче:
Полонених групами по тисячу чоловік по п'ятеро в ряду гнали на Сімферополь через Бахчисарай. Олег ледве тримався на ногах, але його підтримували з обох боків земляки-миколаївці, актор Театру юного глядача Павло Попков та коваль Іван Матієнко. Олег знемагає від ран, права нога кровоточить. Тих, хто падав і вже не міг піднятися, нацисти добивали пострілом в потилицю. Вони це називали «пострілом милосердя». Особливо охоронці лютували, коли проходили повз могил німецьких солдат з хрестами і касками на них. Біля Чорної річки  нацисти провели розмінування мінного поля ціною життів кількох сотень полонених. Погрожуючи розстрілом, їх  шеренгами погнали на міни. Тож Олег ішов по вже розмінованому полю буквально по крові, відірваним вибухами шматкам тіла та по понівеченим тілам побратимів. У Бахчисараї радянських полонених три дні утримували на горі, яку оточували провали й обриви, під відкритим небом, під палаючим сонцем і дощем. Уночі вставати з землі заборонялося — стріляли без попередження.  На третій день погодували. Дали ріденько зварені висівки. Посуду не було. Насипали в пілотки, в полу шинелі, в складений в кілька разів одяг. Всі ці дні тривала «фільтрація»: виявляли євреїв або таких, які були схожі на євреїв, політпрацівників, моряків і розстрілювали біля вирв від авіабомб. Від Бахчисарая до Сімферополя Олега, в якого загноїлася рана на нозі,  підтримує лише Павло Попков, Іван Матієнко потрапив до іншої колони. Увечері на привалі їх вдруге за ці дні погодували баландою з овочів, яку готували тут же в радянських похідних кухнях. У Сімферополі на залізничному вокзалі полонених вантажили у товарні вагони і відправляли в різні табори для військовополонених.

### Полон. «Уманська яма» (шталаг №349). Липень 1942р.— зима 1943р.
З ешелону, в якому полоненні дві доби без їжі та води простояли на станції, Олег потрапив у табір «Уманська яма». Смертність була такою високою, що спеціальні команди при лазаретах не встигали ховати померлих. Олега, який тяжко захворів від недоїдання та ран, рятують земляки. Вони добувають для нього навіть сир. Один з них, використовуючи свою посаду табірного санітара та рознощика їжі, забезпечив Олега кращим харчуванням. Це допомогло Олегу одужати і залікувати рани. Відкинув пропозицію «власівців» вступити до РОА.
Детальнішу інформацію читай нижче:
Ешелон, в якому Олег з Павлом Попковим прибули в Умань, дві доби простояв на станції. В переповнених вагонах під палаючим липневим сонцем люди вмирали від спраги. Тіла померлих складували по куткам вагона. На третю добу їх доправили у величезний кар'єр одного з цегельних заводів, який потім назвуть «Уманською ямою». Вода в бочках швидко псувалася і була непридатна для пиття. Обігрів — відкриті вогнища в центрі ями. Приміщення — конюшні, в яких панували блохи та воші, і страшенно смерділо сечею та навозом. Створені нацистами спеціальні команди при лазаретах із військовополонених не встигали ховати померлих від виснаження, хвороб та поранень. Олег, рани якого почали гоїтися, знову зліг. В  нього почали набрякати ноги і з'явилася «куряча сліпота». Потім відкрилися рани на ногах, з яких почала витікати якась рідина. Воєнні лікарі з полонених пояснили, що це наслідок білкової недостатності та авітамінозу. Олег встиг заприятелювати з Жипановим Іваном Івановичем та з Григорієм Петренком. Вони допомагали Павлу Попкову добувати для хворого Олега їжу, в тому числі й сир, який місцеві жителі разом з іншими продуктами контрабандним способом доправляли полоненим у табір. Дещо пізніше акторський талант допоміг Павлу Попкову заприятелювати із зоотехніком Оксаною Дубко, яка в таборі виконувала функції перекладача і медсестри. Вона призначила Павла санітаром і рознощиком табірної баланди. Саме ця посада дозволила Павлу врятувати себе, Олега та багатьох інших побратимів від голодної смерті. Пізніше за це «співробітництво із загарбниками» Павло Іванович Попков отримає 10 років сталінських таборів, а коли повернеться з ГУЛАГу в Миколаїв зможе влаштуватися на роботу хіба що тільки натирачем підлоги в кораблебудівному інституті.
Попри активну агітацію з боку власівців за вступ до Російської визвольної армії (РОА), Григор'єв відмовився і залишився вірним військовій присязі.

### Полон. Концтабір Золочів (біля Львова). Зима 1943р.— зима 1944р.
На початку 1943 року Олега відправляють у табір під Львовом видобувати щебінь у кам'яному кар'єрі. За невиконання норми карали побиттям батогом із свинцевим наконечником. Іноді військовополонених використовували для ремонту залізниці. Олега примітив власник кар'єру, якому він представився художником. Німець влаштував іспит: намалювати його портрет. Задоволений роботою, перевів Олега в штат табірних художників. Під час розписування місцевої церкви познайомився з поляками, які допомогли йому з втечею. В жіночому католицькому монастирі Олега сховали, вилікували від пневмонії, на яку він захворів під час втечі, а потім у супроводі поляка відправили у Варшаву.
Детальнішу інформацію читай нижче:
У кінці 1942 на початку 1943 року, коли Вермахт потерпів поразку в результаті Сталінградської битви, німці почали переводити полонених з «Уманської ями» в робочі табори. Олег разом з Павлом Попковим та Григорієм Петренком потрапив в робочий табір «Старий замок» біля Золочева під Львовом, в якому полонені добували щебінь у кам'яному кар'єрі. В залежності від погоди та місця залягання каменю кожен повинен був видобути і вивезти 1 або 2 вагонетки щебню. За невиконання плану — 25 ударів батогом зі свинцевим наконечником. 2-3 таких покарання і людина помирала. Олега часто виручав могутній Григорій Петренко, який, виконавши свою норму, допомагав іншим. Полонених часто використовували на інших роботах, наприклад, на ремонті залізниці, яку час від часу псували антифашистські сили опору. Це було легше, ніж добувати щебінь. Хоча ослаблені важкою працею і хронічним недоїданням 10 в'язнів насилу піднімали одну шпалу. (Козлов Станислав. К столетию со дня рождения николаевского боксера Олега Григорьева //Вечерний Николаев. — 2019. — 22 сентября..
Одного разу взимку, під час ремонтних робіт на залізничній колії, полонені побачили воїнів УПА. Конвоїри несподівано зібрали всіх полонених біля вогнища, повз яке пройшла невелика колона військових, озброєних, зокрема, гвинтівками-трьохлінійками та 45-мм гарматами на кінній тязі. Командир, розмовляючи українською, наказав зупинитися та поділитися хлібом і тютюном. Військовослужбовці дістали зі своїх мішків все, що мали, склали це на землю і продовжили рух. Полонені потім забрали залишене, при цьому німецькі охоронці не чинили перешкод. Ймовірно, це відбувалося в період, коли керівництво УПА, добиваючись визнання Української держави, шукало відповідних домовленостей з німецьким командуванням й уклало з ним тимчасове перемир'я.
У січні 1943 року під час ранкового шикування полонені заспівали пісню «Священа війна» (російською «Священная война»). Цей акт непокори, викликаний голодом і терором, глибоко вразив Олега. Конвой і фельджандармерія завмерли, не знаючи, як реагувати. За командою одного з вищих чинів спів був зупинений. Багатьох полонених після цього побили, ув'язнили в карцер і навіть розстріляли.
Під час робіт у кар'єрі узбеку Урсулову відтяло пальці на ногах. Олег Григор'єв надав йому допомогу, вправно наклавши пов'язку зі шматків одягу для зупинки кровотечі. Один з німецьких службовців, спостерігаючи за діями Олега, поцікавився, чи не є він лікарем. Григор'єв відповів, що він художник. Тоді німець, який виявився власником кар'єру, доручив йому намалювати свій портрет. Задоволений результатом, він призначив Олега табірним художником. Навички малювання Олег здобув завдяки тому, що його мати свого часу наполягла на відвідуванні ним художньої школи Михайла Божія.
Посада художника суттєво полегшила Олегу життя в таборі та надала йому певну свободу пересування. Згодом Олега відправили розписувати місцеву церкву, де він заприятелював з місцевими поляками, видаючи себе за русифікованого поляка завдяки знанню мови. Поляки пообіцяли допомогти йому з втечею.
На Різдво 1943—1944 року, коли охорона з місцевих колаборантів перебувала у стані сп'яніння, група в'язнів, виведених на роботи, здійснила втечу. Олег попрямував до обумовленого місця, але заблукав і потрапив до українського села. Там він натрапив на весілля, де його гостинно зустріли, нагодували та напоїли. Раптом один з українців заявив, що він є «підмоскаликом» (Козлов Станислав. К столетию со дня рождения николаевского боксера Олега Григорьева //Вечерний Николаев. — 2019. — 22 сентября). Відчувши небезпеку, Олег перевернув стіл на сп'янілих чоловіків, одного штовхнув, іншого вдарив кулаком і кинувся до дверей. Зупинившись для оцінки ситуації, він уникнув бартки, яка влучила у двері. Її метнув один з українців. Відкривши двері, Олег втік і дістався до польського хутору, де йому надали притулок і сховали від переслідувачів. Наступного дня в нього піднялася температура через пневмонію і він втратив свідомість. Коли Олег прийшов до тями, зніяковів, бо побачив себе голим, а його тіло теплою водою обмивала донька господаря. Для лікування пневмонії поляк з хутору переправив Олега до жіночого католицького монастиря.(Козлов Станислав. К столетию со дня рождения николаевского боксера Олега Григорьева //Вечерний Николаев. — 2019. — 22 сентября). Йому допомогли вийти на боксера Антона Білого, який мешкав у Львові, а вже пізніше, за сприяння Білого зв'язковий Армії Крайової, яка боролася і з німцями, і з совєтами, і з українськими повстанцями, переправив Олега у Варшаву. (Козлов Станислав. К столетию со дня рождения николаевского боксера Олега Григорьева //Вечерний Николаев. — 2019. — 22 сентября).

### В антигітлерівському підпіллі у Варшаві. Зима 1944р.— травень 1944р.
Олег, маючи на руках дуже погано підроблені документи, переховувався у Варшаві в різних місцях, поки не потрапив до полячки, яка працювала танцівницею у вар'єте. З часом вони стали коханцями, а її брат допоможе зв'язати Олега з підпільниками, які використовували його як добувача зброї, а пізніше як інструктора з німецької зброї. В нічний час Олег та інші нападали на німецьких офіцерів і забирали у них зброю. Офіцерів не вбивали, бо за кожного убитого німця страчували десятки заручників. В денний час Олег видавав себе за художника-декоратора Львівського театру, проте в пасхальний день 1944 року потрапив в облаву і був відправлений до концтабору, оскільки в його документі не було позначки, що він працює на підприємстві, яке обслуговує німців.
Детальнішу інформацію читай нижче:
У супроводі поляка з погано підробленими документами Олег зі Львова на потягах з пересадками потрапив до Варшави і був поселений на мансарді якогось художника. Протягом тижня, ризикуючи бути схопленим патрулем, безуспішно намагався роздобути якісь документи. Потім йому надала притулок польська антифашистка, яка до війни працювала натурщицею, а з початком нацистської окупації стала танцівницею в танцювальній групі театру малих форм, щось схоже на вар'єте, діяльність яких німці заохочували. Дівчина мала пропуск і могла пересуватися в нічний час по Варшаві, що полегшувало виконання підпільних завдань. Згодом вони стали близькими, але воєнні обставини розлучили їх. Дівчина ж загинула під час Варшавського повстання.  Брат цієї польки був торгівельним агентом компанії, яка співпрацювала з німцями. Він залучив Олега до підпільного загону Армії Крайової. Першим завданням Олега було здобуття зброї.  Пізніми вечорами в темних провулках Олег забирав зброю у самотніх офіцерів, нападаючи на них зненацька. Його першою здобиччю став пістолет «Люгер-Парабелум», який Олег відібрав у нетверезого фельдфебеля, нокаутувавши його ударом у нижню щелепу. Пістолет були змушені продати на чорному ринку, який діяв на площі Керцеляк у варшавському районі Воля, щоб пристойно одягнутися і відповідати образу «пана художника», декоратора Скарбківського театру з Лемберга (Львова), за якого себе видавав Олег. Такі полювання за зброєю становили значну загрозу для життя. Небезпечно було з'являтися навіть вдень, оскільки німці часто робили облави, особливо в трамваях, які вони могли зупинити будь-де і, заблокувавши виходи, перевірити документи й арештувати підозрілих. Одного разу німці навіть влаштували облаву в костелі святого Флоріана у варшавському районі Прага, куди Олега запросили на таємне богослужіння, але, передчуваючи лихо, він залишився вдома. Пересиджуючи період облав, Олег відпустив бороду, щоб приховати чисельні шрами на обличчі, а весь час витрачав на опанування польської мови, читаючи в оригіналі твори Сенкевича. Облави урвали зв'язок з керівництвом підпілля, і Олег змушений був на свій страх і ризик шукати польських підпільників. Йому це вдалося в січні 1944 року. Олега довго допитували. Виявили значний інтерес до долі матері і доньки з роду Потоцьких, у яких Олег брав уроки французької мови. Потім перевіряли, після чого включили в групу «Конрада» з Армії Крайової. Щоб поляки вважали його за свого Олег видав себе за прийомного сина Артура Трампоновського, а собі взяв ім'я Доленго Трампоновський. Поляки вже тоді знали про своїх розстріляних «Совєтами» офіцерів у Катинському лісі (Катинський розстріл), росіянам не довіряли, тому Олег і вдався до таких хитрощів.
Під псевдонімом «Алєкс» Олег продовжував добувати зброю, як він це робив і до цього. Тепер він працював з дівчатам з групи «Бялого», які, видаючи себе за повій, заманювали ласих на любовні втіхи офіцерів у певні місця, де їх Олег відправляв в нокдаун і забирав зброю. Офіцерів не вбивали, бо за кожного вбитого німця нацисти розстрілювали десятки заручників. Самі ж побиті і обкрадені офіцери, як правило, про втрату зброї не заявляли, адже це б призвело до  дисциплінарного стягнення і ставило їх у першу чергу до списку на відправку на Східний фронт. На заміну втраченої зброї вони купували потрібний аналог на чорному ринку. Через кілька місяців Олега призначили інструктором, і він навчав майбутніх бійців Армії Крайової, як користуватися німецькою зброєю. В один з пасхальних днів 1944 року Олег потрапив в облаву на Правобережжі Варшави. Втікати не було можливості. В його кенкарті не було позначки, що він працює на виробництві, яке обслуговує німців. Його арештували.

### Знову концтабір. На цей раз Майданек. Травень-липень 1944р.
В таборі Майданек Олегу видали форму польського солдата, а потім у групі в'язнів на автомашинах він був відправлений на будівництво злітних смуг для штурмової авіації в районі містечка Гродек (Городок) поблизу Львова. Робота була виснажливою, доводилося постійно перебувати у воді до колін, а харчування було вкрай бідним. З наближенням фронту всіх їх, «болотних солдатів», вже залізницею відправили назад у Майданек, який був у стані ліквідації та евакуації. Тому в'язнів відправили у Люблінську тюрму, де Олег і був звільнений танкістами 8-ї гвардійської армії 23 липня 1944 року. На танку, що в'їхав на тюремне подвір'я, був напис «Колгоспник Миколаївщини», а його екіпаж включав молоду дівчину — капітана Левченко.
Детальнішу інформацію читай нижче:
Спочатку Олега з іншими арештантами утримували в пересильному таборі в приміщенні старої гімназії. Потім повантажили в товарні вагони і  відправили в табір Майданек, відомого як табір смерті. В'язнів відправили на санітарну обробку, а їхній одяг — в дезінфекційну камеру. Після обробки одяг перетворився на лахміття. Замість табірної форми в полосу Олегу чомусь видали стару форму польського солдата.  Через декілька днів Олега в групі в'язнів колоною автомашин доправили в район міста Гродек (нині Городок), недалеко від Львова, де він осушував болото і будував злітні доріжки для прифронтової авіації. Працювали каторжно, проводячи весь день у холодній воді, яка місцями доходила до колін. Через мізерне харчування в'язні швидко виснажилися, перетворившись на «скелетів, обтягнутих шкірою». Поруч із табором розташовувалася фортечна споруда, до якої цілодобово прямували криті автомобілі. Звідти було чути автоматні черги, а згодом з'являлися стовпи чорного диму, запах якого був настільки жахливим, що викликав нудоту у в'язнів. В'язнів врятувало те, що охорона складалася не з солдатів СС, а із військовослужбовців «Люфтвафе». Останні не проявляли особливої жорстокості до «болотних солдатів» (нім. «Seesoldaten»), а їхні окрики були, скоріше, формальністю, покликаною вберегти себе від покарання з боку керівництва. З наближенням фронту Олега з іншими в'язнями залізницею в товарних вагонах повезли назад в Майданек. Дорогою їх кілька разів бомбила радянська авіація, але минулося без жертв. У таборі Майданек уже йшла евакуація і ліквідація. Печі крематоріїв висаджено в повітря, частина в'язнів знищено дорогою на захід. Конвой відвіз «болотних солдатів» у тюрму гестапо в центрі міста Люблін, напроти костелу. Вранці 23 липня в тюрмі пролунав сигнал тривоги і розпочалася стрілянина. Підрозділ радянських бійців з дзвіниці костелу, яка стояла навпроти тюрми, відкрив вогонь по охороні. Скориставшись панікою, група сміливців напала на охоронців, перебила їх, заволоділа зброєю і ключами від камер. Олег разом з іншими в'язнями вибіг на тюремний двір, де став свідком неймовірної події. З гуркотом впали металеві ворота, і крізь дим та пил з'явився силует танка Т-34 8-ї гвардійської армії. На його броні був напис «Миколаївський колгоспник» (за іншою версією — «Колгоспник Миколаївщини»). З люка танка вилізла русява дівчина-танкіст без шолома, з двома пістолетами в руках. Вона почала вигукувати російською, польською та німецькою мовами: «Ви вільні!».. (Ще є версія, що це був невисокого росту кирпатий юнак)
В'язні бурхливо реагували на звільнення: кричали, плакали, обнімалися, цілували танк, а також одяг та пістолети дівчини-танкіста. Олег, дотримуючись польської традиції, поцілував їй руку і поцікавився її ім'ям. Вона назвала себе капітаном Левченко і закомандувала негайно всім бігти за ріг, оскільки бій у розпалі. Після бою радянські солдати, поляки з Любліну та навколишніх населених пунктів з жахом обстежували бараки Майданеку: перші — з цікавості, останні — в надії знайти своїх рідних.

## Луб'янка. Липень 1944р.— осінь 1945 р
Більше року Олег Григор'єв перебував в СІЗО КДБ СРСР на Луб'янці в Москві. За цей час він побачив сотні людей, серед яких був і син Григорія Котовського, якого теж звали Григорієм; родич Надії Костянтинівни Крупської — Вадим Крупський. Його допитували кожного дня, намагаючись завербувати і зробити радянським агентом, щоб потім заслати в Армію Крайову на територію Польщі, яка продовжувала боротися з прорадянською владою післявоєнної Польщі. Проте медкомісія визнала Олега непридатним для виконання військових завдань  і восени 1945 року він повертається в Миколаїв. Аж до 1991 року він перебуватиме на обліку радянських спецслужб.
Детальнішу інформацію читай нижче:
Всіх звільнених з нацистських концтаборів радянське командування відправляло у запасний полк, де їх ретельно перевіряла фронтова контррозвідка СМЕРШ. Звідти Олега відправили в пересильний фільтраційний табір в місті Тула, а потім — у Москву на Луб'янку в СІЗО КДБ СРСР, де він перебуватиме більше року. Допити проводилися майже щодня. Слідчі багаторазово ставили одні й ті самі запитання. Запитували за батька, за матір, як потрапив в полон, як втік з полону, коли був завербований німцями, яке завдання отримав від абверу, чому полякам назвався Доленгом Тромпоновським, чому вибрав позивний «Алєкс», чому приєднався до Армії Крайової, явки і паролі, прізвища і позивні бійців Армії Крайової. Проте найбезглуздішим запитанням було: «Чому ти не застрелився?». Одного разу психіка Олега не витримала систематичних допитів. Він почав викрикувати лайки всіма відомими йому мовами, рвати на собі одяг, показувати шрами від поранень, детально розповідаючи, як і де їх отримав. Однак слідчі не дослухали його. Охоронці скрутили Олега та відвели у камеру.
За рік перебування на Луб'янці Олег зустрів сотні людей з різними долями. В одній із камер Олег познайомився з комсоргом батальйону Мілетіним Андрієм, який перебував у полоні лише кілька годин –  його зуміли відбити товариші, влаштувавши атаку на позиції гітлерівців. Іншим разом тиснув руку сину Григорія Івановича Котовського — Григорію Григоровичу Котовському, який теж потрапив у полон під Севастополем. Розмовляв з Владиком Крупським, родичем Надії Костянтинівни Крупської. Останнього досить швидко звільнили, він повернувся у свій літак і невдовзі загинув у повітряних боях біля озера Балатон.
Олега могли розстріляти як «зрадника» за те, що він потрапив у полон, а потім воював у складі польського антирадянського підпілля. Однак його залишили в живих, оскільки планували психологічно зламати, завербувати та підіслати в Армію Крайову як радянського таємного агента.  В 1945—1946 роках деякі райони Польщі її прорадянське керівництво та СРСР контролювали номінально, а по факту там панувала Армія Крайова. На думку Олега, саме завдяки цій обставині його жодного разу не побили за весь період перебування у в'язниці. Готуючи Олега до цієї місії, йому надали інший статус, відправили працювати техніком в будтрест (будівельний трест) КДБ, значно покращили умови утримання  і навіть відпускали у звільнення як військовослужбовця. Проте медкомісія визнала його непридатним для виконання секретних завдань. Олега демобілізували, зробивши у воєнному квитку запис, що він у цей період проходив дійсну військову службу. Водночас спецслужби тримали його на обліку ще близько 40 років і навіть здійснювали прослуховування його телефону.

## Миколаїв. Початок тренерської діяльності у 1945—1950 рр
Повернувшись з Москви восени 1945 року, Олег знаходить свою матір. Їхній будинок був зруйнований. На роботу у вузи та заводи його не брали через біографічні дані. Його як досвідченого бійця намагаються завербувати злочинці у свою банду, але отримують рішучу відмову. Влаштувався працювати на залізницю приймальником німецької техніки та обладнання. Продовжує займатися боксом, а пізніше тренує всіх бажаючих за харчі. Досягши певних успіхів, вирішив стати тренером офіційно. Після коротких тренерських курсів його призначають в кінці  1945 року директором та тренером ДСЮШ № 3. В 1948 році миколаївська команда боксерів стала переможцем на Спартакіаді України.
З 1946 року Олег Григор'єв очолює Миколаївську федерацію боксу. Стає викладачем фізичної культури в кораблебудівному та педагогічному інститутах. В різний час тренував спортсменів в Морехідній школі, в ДСЮШ № 5, в спортивному товаристві «Будівельник». Був головою обласної Ради спортивного добровільного студентського товариства «Буревісник». Виховує своїх учнів власним прикладом, не палить, не вживає алкоголю і забороняє вживати лайки і лайливі слова, чим справляє на них велике враження.
У 1948 року одружується з викладачкою фізичної культури педагогічного інституту Надією Миколаївною, в дівоцтві Лобовою.
Детальнішу інформацію читай нижче:
В рідне місто Олег повернувся з Москви восени 1945 року. Він знайшов свою матір, яка за час війни, працюючи медпрацівником, стала інвалідом. Від їхнього будинку залишилися тільки стіл, два стільці та картина, що їх зберегли сусіди. Воєнні заводи та вузи Олега на роботу не взяли через біографічні дані. Влаштувався на залізничну станцію спеціалістом з прийому німецької трофейної техніки та обладнання. Продуктів бракувало, а пайок, який він отримував, був надзвичайно скромним. У вільний час, щоб прохарчуватися, давав уроки боксу матросам та молоді за їжу.
Одного разу до Олега завітав у гості довоєнний товариш з небаченими на той час гостинцями: горілка, хліб, копчена ковбаса з часником. Він був членом відомої миколаївської банди і прийшов, щоб загітувати Олега приєднатися до них. Але отримав відмову і був виставлений за двері. Через рік-два на вул. Радянській (нині Соборна) біля філармонії Олег побачив афішу, в якій повідомлялося, що банда знешкоджена і що незабаром відбудеться відкритий суд над злочинцями. В результаті, за грабежі та вбивства всі вони були дуже суворо покарані.  (Козлов Станислав. К столетию со дня рождения николаевского боксера Олега Григорьева //Вечерний Николаев. — 2019. — 22 сентября)
Приватні уроки боксу дали гарні результати, і Олег вирішив зайнятися тренерською роботою офіційно. Його відправили на всесоюзні тренерські курси в місті Рига, а в кінці 1945 року призначили директором і тренером з боксу ДЮСШ № 3, яка розмістилася в приміщені колишнього Зеленого театру за адресою вулиця Пушкінська (нині Аркасівська), 73.
Напередодні Нового 1946 року провів перші тренування для хлопців. У квітні 1947 року 40 боксерів 8-ми вагових категорій взяли участь у перших післявоєнних змаганнях. У 1948 році команда вихованців Григор'єва перемогла на особисто-командній першості міста Миколаєва, завоювавши перехідний приз міського комітету фізкультури і спорту. Того ж 1948 року миколаївська команда боксерів здобула перемогу у першості в другій групі областей на Спартакіаді України. Дуже швидко бокс став одним із улюблених видів спорту, а на змагання, які проходили в яхт-клубі, збиралися глядачі і вболівальники мало не з усього міста.
Через обмежене матеріальне забезпечення школи, Олег був змушений шукати нестандартні рішення. Наприклад, коли привезли залізо для даху спортзалу, але не виділили коштів на покрівельні роботи, він та його колега Ілля Берщадський самотужки вирішили проблему. Щоб врятувати матеріал від розкрадання, вони найняли майстрів, які виконали роботи за два дні. З майстрами розплатилися ящиком горілки, купленим за власні гроші.
З 1946 року Олег Григор'єв очолює Миколаївську федерацію боксу. Одночасно працює викладачем фізичної культури в  Миколаївському кораблебудівному інституті та в Миколаївському державному педагогічному інституті імені В. Г. Бєлінського. Деякий час очолював секцію боксу при кораблебудівному інституті.  Тренує спортсменів у спортивних товариствах «Будівельник» та «Буревісник».
У 1948 році Олег Григор'єв стає спортивним суддею республіканської категорії з боксу.
Кримінальний світ знову нагадав про себе. Одного разу на базарі група місцевих босяків побила та пограбувала його матір. Використовуючи свій досвід розвідника, Олег вирахував місцеперебування зловмисників. Разом з друзями він здійснив напад на їхній сховок і суворо покарав тих, хто образив його матір. В результаті, всі залишилися живими, а грабежі на базарі припинилися. (Козлов Станислав. К столетию со дня рождения николаевского боксера Олега Григорьева //Вечерний Николаев. — 2019. — 22 сентября)
З самого початку своєї тренерської діяльності Олег Григор'єв дотримувався винятково здорового способу життя: не курив і не вживав алкоголь. Такий приклад справляв велике враження на його вихованців. Крім того, він не вживав лайливих слів і забороняв їх використання під час тренувань. Відомий спортсмен В. Запорожець в одному з інтерв'ю зазначив: «За всі роки роботи з ним я не чув жодного лайливого слова, хоча різке слово в спорті — явище нерідкісне».
У 1948 році познайомився і одружився з Надією Миколаївною Гудзенко (за прізвищем першого чоловіка, в дівоцтві — Лобова), викладачем фізичної культури у Миколаївському державному педагогічному інституті. Разом займалися парусним спортом, Надія  навіть була призеркою регати на Балтиці. Змагаючись з дружиною, Олег став яхтовим капітаном і кілька разів брав участь на дальніх регатах в Чорному морі на яхті «Антарктида». Парусний спорт і підводне плавання допомогли йому частково відновити підірване війною і концтаборами здоров'я. Подружжя Григор'євих було щасливою парою і разом відзначили «золоте весілля».

## Миколаїв. Тренерська робота та змагання. 1950—1991 рр
До виходу на пенсію Олег Григор'єв продовжує свою тренерську діяльність. 
У 1951 році закінчує трирічний факультативний курс фізичного виховання при Миколаївському педагогічному інституті з присвоєнням кваліфікації викладача фізичної культури в семирічній і середній школі. 
У 1954 році закінчив заочне відділення Київського державного інститут фізичної культури.Потім закінчив Московське відділення удосконалення Інституту фізичної культури. У 1955 році Олег Григор'єв увійшов до складу пленуму Республіканської секції боксу.
За 46  років роботи Олега Григор'єва в ДЮСШ Миколаєва близько 80 його вихованців в різні роки стали переможцями й призерами республіканських та всесоюзних змагань. Серед них 11 майстрів спорту СРСР, 3 призерів чемпіонатів СРСР, 12 призерів чемпіонатів України, а також майстер спорту міжнародного класу, екс-чемпіон СРСР, учасник Олімпійських ігор в Мехіко Віктор Костянтинович Запорожець. Більше 60-ти вихованців Григор'єва вибрали своєю професією фізичну культуру і спорт. Проте під час міжнародних змагань своїх вихованців Олег не міг супроводжувати як тренер та наставник, адже до 1991 року він мав статус «невиїздного», продовжував перебувати на обліку радянських спецслужб, був під підозрою, йому не довіряли. З цієї ж причини він не отримав звання судді Всесоюзної категорії по боксу.
Відзначався феноменальною працьовитістю, яка межує з трудоголізмом. За всі роки роботи тренером жодного разу не був у відпустці.
Олег Григор'єв був одним із засновників всесоюзних змагань із боксу пам'яті 68 моряків-десантників загону К.Ф. Ольшанського. З 1970 по 1998 рік ці змагання проводилися 18 разів, а з 1998 року вони отримали статус міжнародних. Один з ініціаторів та активний учасник турнірів на честь героїв «Партизанської іскри», на честь героїні-партизанки Анни Дівіної, на згадку про льотчицю Героя Радянського Союзу  Євдокію Носаль.
З його ініціативи з 1969 по 1992 рік в Миколаєві проводилися всесоюзні змагання з боксу в пам'ять про моряка-розвідника Михайла Сурніна.
Багато разів залучався до підготовки команди республіки до всесоюзних змагань, брав участь у підготовці команди СРСР до першості Європи і до Олімпійських ігор (Мельбурн-1956 і Мехіко-1968).
З 1964 року впродовж 20-ти років був активним учасником пошукової роботи, яка проводилася газетою «Південна правда» під рубрикою «Відгукніться, рідні!». В результаті діяльності організаторів та учасників цієї рубрики  близько 1000 сімей отримали інформацію про своїх родичів, які загинули або зникли без вісти в роки Другої світової війни.
Нагороджений Знаком «Активіст будівництва спортивних споруд» за дієву участь у створені студентського спортивного табору «Моряна» в с. Рибаківка, малий боксерський комплекс в парку залізничників, спортивний зал у Корабельному районі та інші.
З його ініціативи або за його активної участі були створені такі спортивні клуби як «Ринг» (виник у 1982 р.), «Зірка», «Олімпік» та інші.
Займав посаду виконуючого обов'язки Голови ради ветеранів спорту учасників Великої Вітчизняної війни.
У різний час був головою колегії суддів, головою тренерської ради.
У 1983 році входив до складу президії міського спортивного комітету.
У 1986 році після аварії на Чорнобильській АЕС почалися проблеми з серцем. Виявилося, що це наслідки лікування кобальтовою пушкою. Відомий миколаївський лікар Коен виводив цим небезпечним пристроєм утворення, які виникли на спині від укусу медузи. Це було якраз на ділянці серця.

## Учні Олега Григор'єва
Найкращі учні Олега Григор'єва: Богдан Левецький, Олександр Клімов, Михайло Петришин, Олег Костенко, Юрій Швардигулов, Олександр Цицирін, Віктор Запорожець, Геннадій Іванов, Валерій Буц, Володимир Чечер, Григорій Петренко, Сергій Корчинський, Володимир Фока, Анатолій Тирін, Геогрій Постика, Олександ Сегот'ян, Роман Аваков, Василь Гур'єв, Микола Хаджиогло, Сергій Меджидов, Георгій Патика, Євгеній Бажко, Володимир Бушнєв та інші. Його учнем була така визначна особистість Миколаївщини як Адиров Михайло Володимирович, керівник обласного Управління по спорту та ділам молоді та інші.
Відомими тренерами потім стали Віктор Запорожець, Микола Хаджиогло, Сергій Корчинський, Геннадій Іванов, Анатолій Тирін, Юрій Москальков та інші.

## Миколаїв. Останні роки життя. 1991—1998 рр
Олег Григор'єв, бувши пенсіонером та інвалідом ІІ групи займається громадською діяльністю. Активний учасник «Української організації борців антифашистського Опору (колишніх політичних в'язнів фашистських концентраційних таборів)».
Наприкінці свого життєвого шляху він намагався відродити на Миколаївщині скаутський рух, створив і написав устав скаутської організації «Свобода». Брав учать в організації тривалих походів на яхтах.
Як жертва нацизму він отримував з Німеччини грошову допомогу в розмірі 400 дойчмарок, які майже всі витрачав на ліки. Він навіть отримав листа, в якому Елізабет Ерб від імені всього німецького народу просила вибачення за все, «що було вчинено вам Війною».
У 1996 році Олег Григор’єв стає членом Миколаївської крайової організації Народного Руху України. 
Перед смертю Олег Григор'єв почав писати спогади, щоб підвести підсумок свого життя. Оскільки він не встиг їх завершити, роботу за рукописами продовжив його товариш Михайло Кравченко. Так з'явилася книга «Правда учителя мужества», написана російською мовою.
Олег Григор'єв мужньо боровся з онкологічною хворобою, яка вразила його організм. До останніх днів життя він не втрачав бойового настрою і зберігав ясність розуму.
У 1993 році інтерв'ю журналістці Галині Штрайхер, яка запитала про що він мріє, Олег Григор'єв, відповів: «Мені хочеться, щоб мої внуки були щасливими і жили в нормальній державі. Ми були молоді, наївні, вірили в Сталіна, Леніна, в світле майбутнє. Тепер я знаю: і наш народ, і німецький — жертви. Але зараз я хочу вірити в здоровий глузд людей. Повірте, страшніше війни нічого немає. Хочу зрозуміти, що зараз відбувається, і не можу. Не розумію, скільки наш народ можна випробовувати? І як ми могли дійти до всього цього? А ще мені страшно дивитися на екрани телевізора.».
На запитання в чому секрет його сили і живучості Олег Григор'єв відповів: «Голод і холод — страшенні тортури для людини. Велика кількість, навіть вольових люди не витримують (цих тортур) і йдуть на угоду зі своєю совістю. Аж до зради. Пригнути з парашутом, вийти на ринг — це один страх. Але коли ставка — (власне) життя … Все (своє) життя я боровся зі страхом. Я його переміг. Мені вдалося приборкати свої людські недоліки зусиллям волі, змінити своє ставлення до життя. Це і є мій ключ (сили)».
Про свого чоловіка його дружина сказала такі слова: «Мій Олег Прокопович був капітаном, а я — матросом, прожили ми з ним дуже радісне й щасливе життя, він був порядною та чуйною людиною. З ним мені було нічого боятися, з ним — як за кам'яною стіною». Григор'єва Надія Миколаївна.

## Школа мужності або школа «Білого квадрата» Олега Григор'єва
Олег Григор'єв не залишив письмово викладеної методики тренувань, але часто порівнював бокс з «мистецтвом фехтування на кулаках». У настановах для своїх учнів він стверджував, що перемога в поєдинку складається з  Волі, Сили та Розуму. На його думку, відсутність будь-якої з цих трьох складових призводить до невміння подолати страх перед суперником і веде до поразки. Під поняттям «Розум» він розумів знання, техніку та рівень майстерності..
Тренер Григор'єв своїм учням говорив, що в поєдинку перемагає не той, хто «переб'є», а той, хто «передумає» свого противника. І часто розповідав, як будучи малим хлопцем змушений був битися навкулачки з вуличним авторитетом на голову вищим за нього. Цей авторитет був настільки сильним, що міг легко перехреститися, тримаючи пудову гирю в руці. Проте Олег побудував поєдинок як шульга, перетворив ніс свого супротивника на відбивну котлету і здобув переконливу перемогу.
Григор'єв засуджував техніки бою, засновані на обміні ударами та на вмінні тримати удар. Він підкреслював, що основою будь-якого поєдинку є міцний і надійний захист, а вже потім атака.
На перше місце в тренерській роботі він ставив здоров'я вихованців. Спочатку прагнув їх фізично зміцнити та навчити мінімізувати ризики травмування, і лише після цього переходив до навчання техніці боксу.
Створив свою систему наступності навчання боксу для своїх учнів. Критикуючи існуючу в 1950-1960-х рр. систему навчання спортсменів, він відразу після закінчення ДСЮШ зараховував юних боксерів до групи удосконалення спортивної майстерності і тренував їх на громадських засадах. Завдяки цьому його вихованці значно швидше отримували звання майстра спорту..
Григор'єв Олег вчив поразку сприймати мужньо, без паніки і сприймати її як матеріал для роботи над помилками. Без кропіткого аналізу помилок з наступним їх усуненням рухатися до перемоги неможливо.
Вважав, що кожен боксер має бути гармонійно розвиненою особистістю, крім спорту займатися, наприклад, живописом або музикою. Найкращою формою виховної роботи з юними спортсменами, яка має бути обов'зковою в тренерській роботі, вважав скаутський рух, який Олег Григор'єв називав «школою виживання».

## Досягнення, нагороди та увічнення пам'яті Олега Григор'єва
У 1967 році Олегу Григор'єву першому в Миколаєві присвоєно звання Заслужений тренер Української РСР.
Він був нагороджений грамотами, дипломами, почесними знаками спортивних комітетів Української РСР та СРСР, а також Міністерства освіти Української РСР. (Їх кількість Олег Григор'єв жартома виміряв цифрою 5 кг)
Серед його нагород:
– Знак «Відмінник фізичної культури»
– Пам'ятний знак Всесоюзного комітету з фізичної культури та спорту на честь 50-річчя СРСР
– Знак «Переможець соціалістичного змагання 1974 року»
– Пам'ятний знак «За довголітню плідну діяльність з розвитку радянського фізкультурного руху»
– Значок «Активист ДСО профсоюзів»
– Ювілейна медаль Центральної Ради ДСТ «Буревісник» «За активну роботу»
– Грамота за І місце на особисто-командній першості міста Миколаєва 1948 року
– Грамота Укрради СДСТ "Буревісник" за підготовку переможців першості Укрради з боксу 1966 року
– Диплом за підготовку боксера В. Запорожця, який зайняв друге місце в змаганнях з боксу на ІV спартакіаді народів СРСР 1967 року
– Диплом за підготовку чемпіона СРСР 1971 року з боксу у ваговій категорії до 51 кг
– Значок «Почесний член ДСТ «Буревісник»
– Нагрудний значок «За активну участь в охороні пам’ятників Великої Вітчизняної війни 1941-1945 рр.»
– Знак «Активіст будівництва спортивних споруд»
– Орден Вітчизняної війни II ступеня (6 квітня 1985 року)
– Медаль «За оборону Севастополя». Олег Григор'єв отримав її 2 вересня 1969 року, хоча згідно з указом Президії Верховної Ради СРСР був нагороджений ще 22 грудня 1942 року. 
Олег Григор'єв також є автором поетичної збірки «Про минуле, про важке, про головне» (видано на російській мові під назвою «О прошлом, о трудном, о важном») про події Другої світової війни.
Ім'я Олега Григор'єва було занесено до Книги Пошани міськспорткомітету та Книги Ленінської Слави облспорткомітету.
Художник Володимир Сташков на своїх персональних виставках експонував портрет Олега Григор'єва.
В честь Олега Григор'єва:
– З 1999 року СДЮШОР № 6 носить ім'я Олега Григор'єва (18 августа — 90 лет со дня рождения основателя школы николаевского бокса Олега Григорьева //Преступности. НЕТ. — 2009. — 18 августа).
– Починаючи з лютого 1999 року, періодично проводяться турніри з боксу в пам'ять Олега Григор'єва. На першому турнірі на базі СДЮШОР № 6 взяли участь 178 юнаків віком 15-16 років з 10 областей України та Кримської автономної республіки.
– 25 вересня 1999 року на вході до приміщення СДЮШОР №6 було встановлено гранітну табличку в пам'ять про Олега Григор'єва.
– 6 листопада 2014 року на будинку, де мешкав Олег Григор'єв, за ініціативою миколаївських боксерів при підтримці депутата Миколаївської міської ради Олександра Жолобецького встановлено пам'ятну дошку. На церемонії відкриття були присутні такі відомі майстри з боксу як Микола Хаджіогло, Сергій Меджидов, Ігор Павленко, Олег Машкін, Олександр Усик та інші. (Александр Усик в Николаеве открыл памятную доску в честь легендарного тренера по боксу Олега Григорьева //Преступности. НЕТ. — 2014.– 6 октября).
– Розпорядженням Голови Миколаївської обласної державної адміністрація від 21 травня 2016 року за № 197-р вулицю Правди, на якій мешкав Олег Григор'єв, названо вулицею Олега Григор'єва.
Всі медалі, значки, більша частина грамот, дипломів та інших документів Олега Григор'єва зберігається у фондах Миколаївського обласного краєзнавчого музею.
При СДЮШОР № 6 діє музей боксу, започаткований ще Олегом Григор'євим. Є в ньому й експозиція присвячена самому засновнику музею.